# Чёрное (Черниговская область)
Чёрное (укр. Чорне, до 2024 года — Червоное) — село, Будянский сельский совет, Прилукский район, Черниговская область, Украина.
Код КОАТУУ — 7421781605. Население по переписи 2001 года составляло 14 человек.

## Географическое положение
Село Червоное находится на правом берегу реки Иченька, выше по течению на расстоянии в 2 км расположено село Киколы, ниже по течению на расстоянии в 3 км расположено село Грабов, на противоположном берегу — село Лучковка.
К селу примыкает лесной массив (дуб, сосна).

## История
- XIX век — дата основания как хутор Чорний.
- Есть на карте 1869 года[3]
- На 1911 год на хутор Малодевиченской волости Чёрный проживало 68 человек (28 мужского и 40 женского пола)[4]
- В 1920 году переименовано в хутор Червоный.

Примечания
1. ↑  Про перейменування окремих населених пунктів та районів (укр.). Офіційний вебпортал парламенту України. Дата обращения: 29 сентября 2024.
2. ↑  Сайт Верховной Рады Украины. gska2.rada.gov.ua. Дата обращения: 9 июля 2025.
3. ↑  Трехверстовка Черниговской области. Военно-топографическая карта. www.etomesto.ru. Дата обращения: 14 декабря 2021. Архивировано 14 декабря 2021 года.
4. ↑  Полтавский губерский статистический комитет. Список населённых мест Полтавской губернии, с кратким географическим очерком губернии.. — Полтава: Электроная типография Д. Н. Подземского Петровская улица собственый дом, 1912., 1911. — С. 311. — 562 с.